# Meridià 104 a l'est
El meridià 104 a l'est de Greenwich és una línia de longitud que s'estén des del pol Nord travessant l'oceà Àrtic, Àsia, l'oceà Índic, l'oceà Antàrtic i l'Antàrtida fins al pol Sud.
El meridià 104 a l'est forma un cercle màxim amb el meridià 76 a l'oest. Com tots els altres meridians, la seva longitud correspon a una semicircumferència terrestre, uns 20.003,932 km. Al nivell de l'Equador, és a una distància del meridià de Greenwich de 11.577 km.

## De Pol a Pol
Començant en el pol Nord i dirigint-se cap al pol Sud, aquest meridià travessa:
| Coordenades                               | País, territori o mar        | Notes |
| ----------------------------------------- | ---------------------------- | --- |
| 90° 0′ N, 104° 0′ E / 90.000°N,104.000°E  | Oceà Àrtic                   | |
| 80° 11′ N, 104° 0′ E / 80.183°N,104.000°E | Mar de Làptev                | |
| 79° 7′ N, 104° 0′ E / 79.117°N,104.000°E  | Rússia                       | Krai de Krasnoiarsk — Illa Bolxevic, Terra del Nord |
| 78° 16′ N, 104° 0′ E / 78.267°N,104.000°E | Mar de Làptev                | |
| 77° 42′ N, 104° 0′ E / 77.700°N,104.000°E | Rússia                       | Krai de Krasnoiarsk Óblast d'Irkutsk — des de 58° 45′ N, 104° 0′ E / 58.750°N,104.000°E Buriàtia — des de 51° 13′ N, 104° 0′ E / 51.217°N,104.000°E |
| 50° 10′ N, 104° 0′ E / 50.167°N,104.000°E | Mongòlia                     | |
| 41° 48′ N, 104° 0′ E / 41.800°N,104.000°E | República Popular de la Xina | Mongòlia Interior Gansu — des de 39° 24′ N, 104° 0′ E / 39.400°N,104.000°E Mongòlia Interior – des de 38° 49′ N, 104° 0′ E / 38.817°N,104.000°E Gansu — des de 37° 38′ N, 104° 0′ E / 37.633°N,104.000°E, passa a l'est de Lanzhou (a 36° 7′ N, 103° 36′ E / 36.117°N,103.600°E) Sichuan — des de 33° 40′ N, 104° 0′ E / 33.667°N,104.000°E, passa a l'oest de Chengdu (a 30° 40′ N, 104° 4′ E / 30.667°N,104.067°E) Yunnan — des de 28° 36′ N, 104° 0′ E / 28.600°N,104.000°E Guizhou — des de 27° 25′ N, 104° 0′ E / 27.417°N,104.000°E Yunnan — des de 26° 33′ N, 104° 0′ E / 26.550°N,104.000°E |
| 22° 31′ N, 104° 0′ E / 22.517°N,104.000°E | Vietnam                      | |
| 20° 55′ N, 104° 0′ E / 20.917°N,104.000°E | Laos                         | |
| 19° 24′ N, 104° 0′ E / 19.400°N,104.000°E | Vietnam                      | |
| 19° 14′ N, 104° 0′ E / 19.233°N,104.000°E | Laos                         | |
| 18° 18′ N, 104° 0′ E / 18.300°N,104.000°E | Tailàndia                    | |
| 14° 21′ N, 104° 0′ E / 14.350°N,104.000°E | Cambodja                     | |
| 10° 34′ N, 104° 0′ E / 10.567°N,104.000°E | Golf de Tailàndia            | |
| 10° 27′ N, 104° 0′ E / 10.450°N,104.000°E | Vietnam                      | Illa de Phú Quốc |
| 10° 2′ N, 104° 0′ E / 10.033°N,104.000°E  | Golf de Tailàndia            | |
| 7° 56′ N, 104° 0′ E / 7.933°N,104.000°E   | Mar de la Xina Meridional    | passa a l'oest de l'illa Tioman, Malàisia (a 2° 46′ N, 104° 7′ E / 2.767°N,104.117°E) · passa a l'oest de Pulau Tinggi, Malàisia (a 2° 18′ N, 104° 5′ E / 2.300°N,104.083°E) |
| 2° 10′ N, 104° 0′ E / 2.167°N,104.000°E   | Malàisia                     | |
| 1° 23′ N, 104° 0′ E / 1.383°N,104.000°E   | Singapur                     | Passa a través de l'Aeroport Internacional de Singapur-Changi |
| 1° 19′ N, 104° 0′ E / 1.317°N,104.000°E   | Estret de Singapur           | |
| 1° 8′ N, 104° 0′ E / 1.133°N,104.000°E    | Indonèsia                    | Illa de Batam |
| 1° 1′ N, 104° 0′ E / 1.017°N,104.000°E    | Mar de la Xina Meridional    | |
| 1° 0′ S, 104° 0′ E / 1.000°S,104.000°E    | Indonèsia                    | Illa de Sumatra |
| 5° 19′ S, 104° 0′ E / 5.317°S,104.000°E   | Oceà Índic                   | |
| 60° 0′ S, 104° 0′ E / 60.000°S,104.000°E  | Oceà Antàrtic                | |
| 65° 50′ S, 104° 0′ E / 65.833°S,104.000°E | Antàrtida                    | Territori Antàrtic Australià, reclamat per Austràlia |